# Gastroblasta chengshanensis
Gastroblasta chengshanensis är en nässeldjursart som först beskrevs av Ling 1937.  Gastroblasta chengshanensis ingår i släktet Gastroblasta och familjen Campanulariidae. Inga underarter finns listade i Catalogue of Life.